# Prénanthe pourpre
Prenanthes purpurea
Espèce
La (ou le) Prénanthe pourpre (Prenanthes purpurea) est une espèce de plantes à fleurs de la famille des Astéracées (ou Composées), proche des laitues, seul représentant en France du genre Prenanthes, dont on trouve d'autres espèces en Amérique du Nord. Elle pousse en été dans les lieux ombragés (forêts, sous-bois) ou humides (bord de cours d'eau). Commune en moyenne montagne (jusqu'à 2 000 m), elle est plus rare ailleurs et est protégée en Bourgogne.

## Description
Cette plante herbacée vivace d'assez grande taille (de 30 cm à 1,50 m) possède des tiges glabres et grêles, rarement ramifiées, portant de nombreuses feuilles molles, alternes, ovales et dentées, embrassantes.
La floraison a lieu de juillet à septembre. L'inflorescence est composée de capitules très petits (formés de seulement 2 à 5 fleurs violettes) disposés en panicule lâche au sommet des tiges et portés par de longs pédicelles recourbés. Les fleurons ligulés, mauves, violets ou pourpres, sont généralement au nombre de cinq, souvent enroulés, parfois réfléchis. Les longues étamines sont saillantes. La pollinisation est assurée par les insectes. Les fruits sont des akènes.

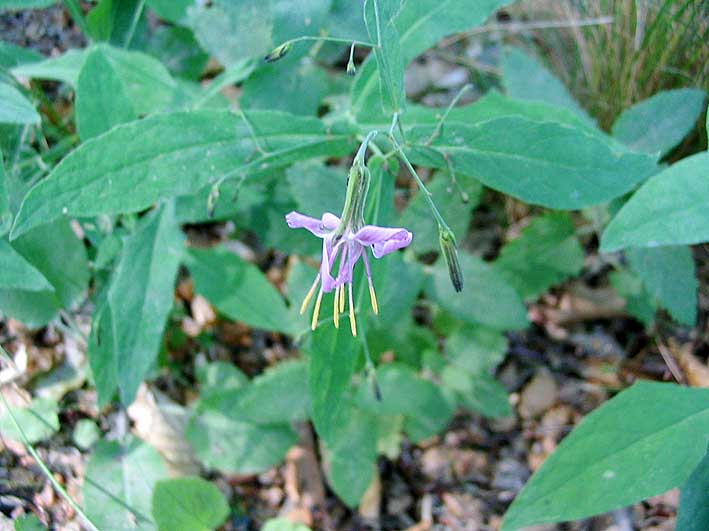
Vue du dessus.
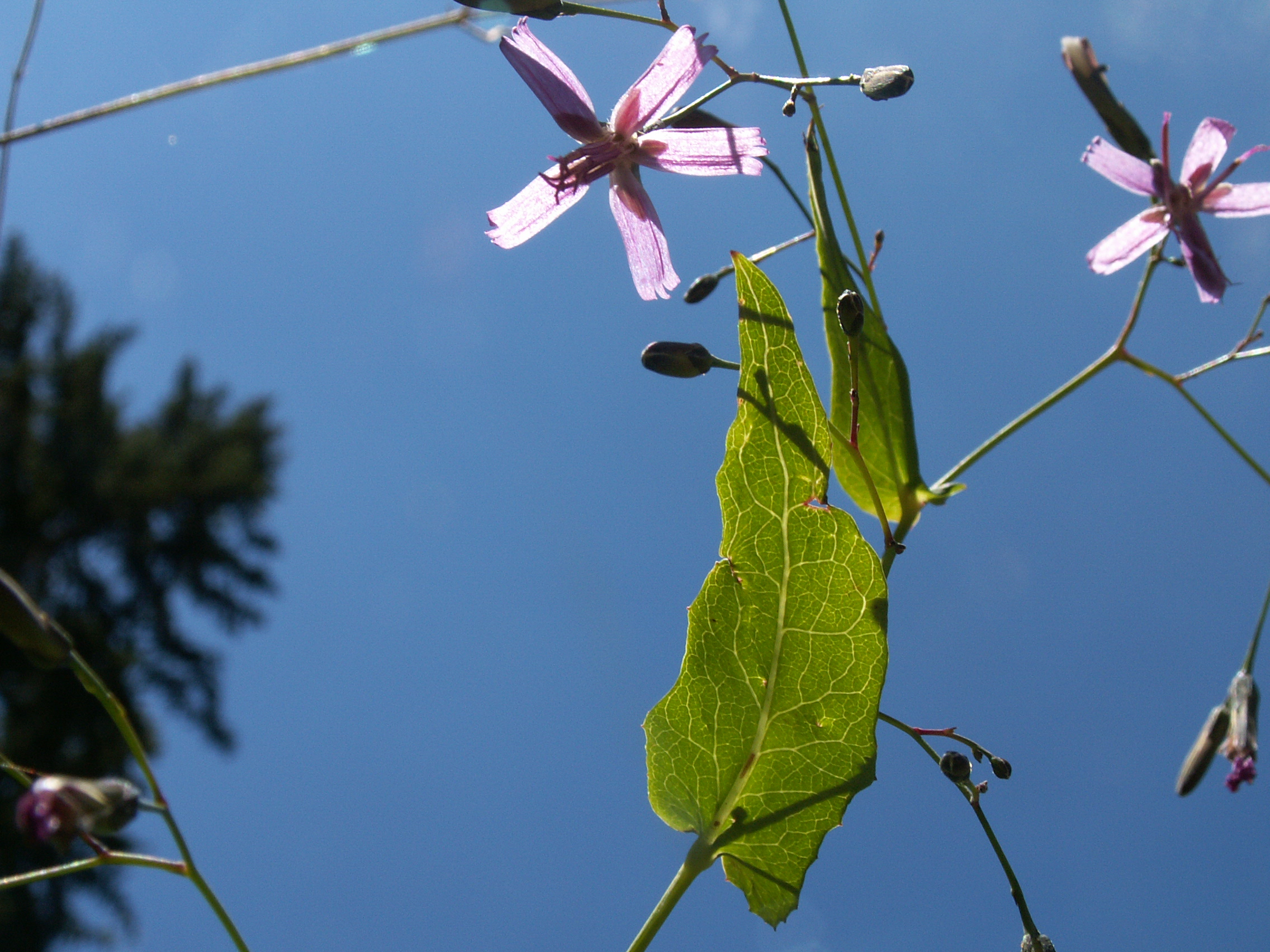
Vue de dessous.
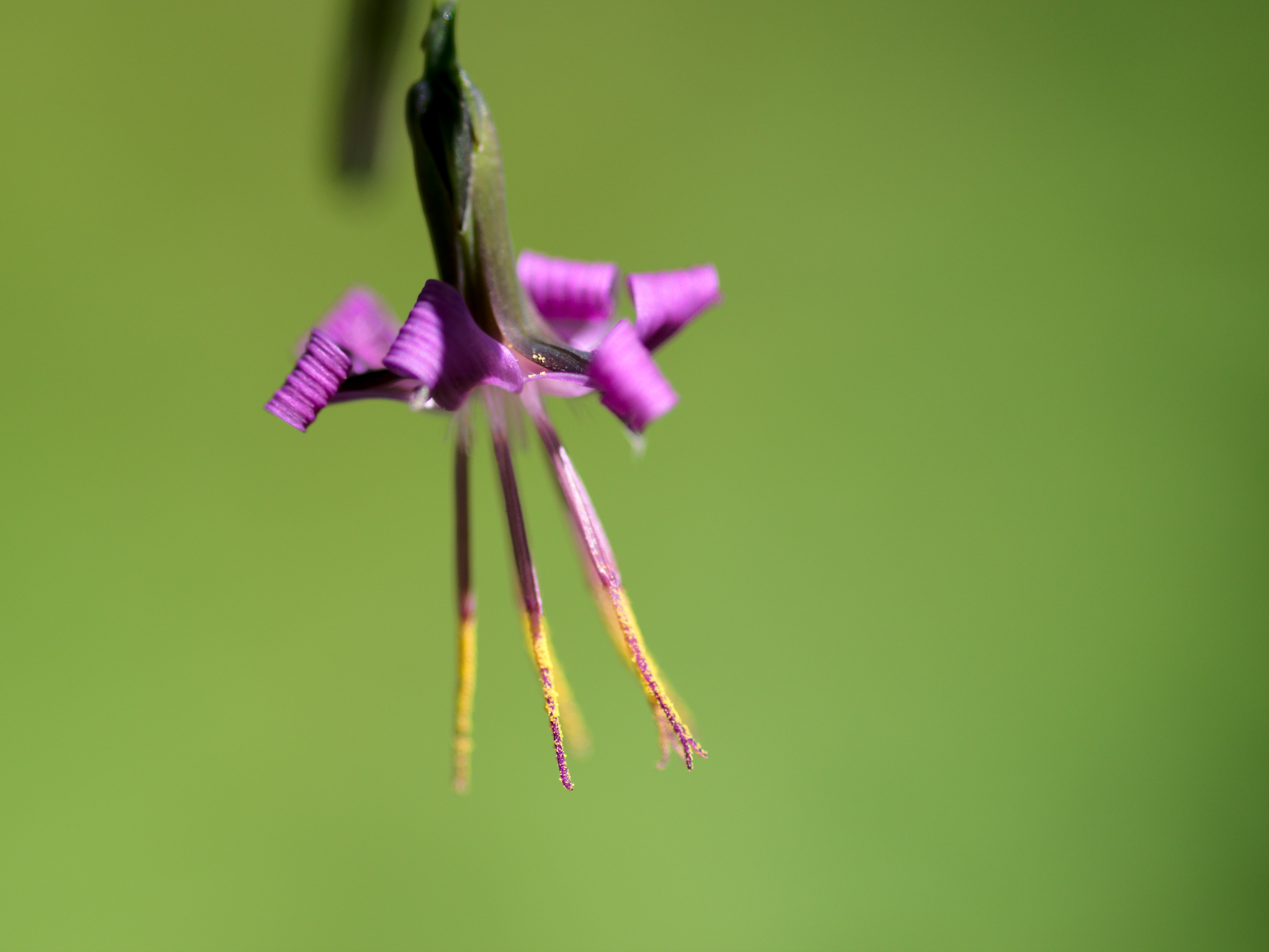
Capitule.

## Habitat et répartition
- Habitat type : ourlets pionniers de clairières acidophiles, médioeuropéens, montagnards.
- Aire de répartition : européen[4]